# Puka Pukara
Ne pas confondre avec le Plan Urbanisme Construction Architecture, ou PUCA.

Puka Pukara (anciennement Puca Pucará) est un site archéologique près de Cuzco au Pérou. Il s'agit des ruines d'une construction militaire ayant fait partie du système de défense de Cuzco sous l'Empire inca. Les ruines de cette pukara en français : « forteresse » se composent de grands murs, de terrasses, d'escaliers et de rues bordées de trottoirs.

## Étymologie
Le nom puka pukara signifie en quechua « la forteresse rouge », du fait de la teinte rouge que prennent au coucher du soleil les pierres de la forteresse.

## Rôle
Puka Pukara, contrôlait l'accès à Cusco depuis la route en provenance de P'isaq. En plus de son rôle de forteresse, de poste de contrôle ou de péage, il servait également de centre administratif.

## Tourisme

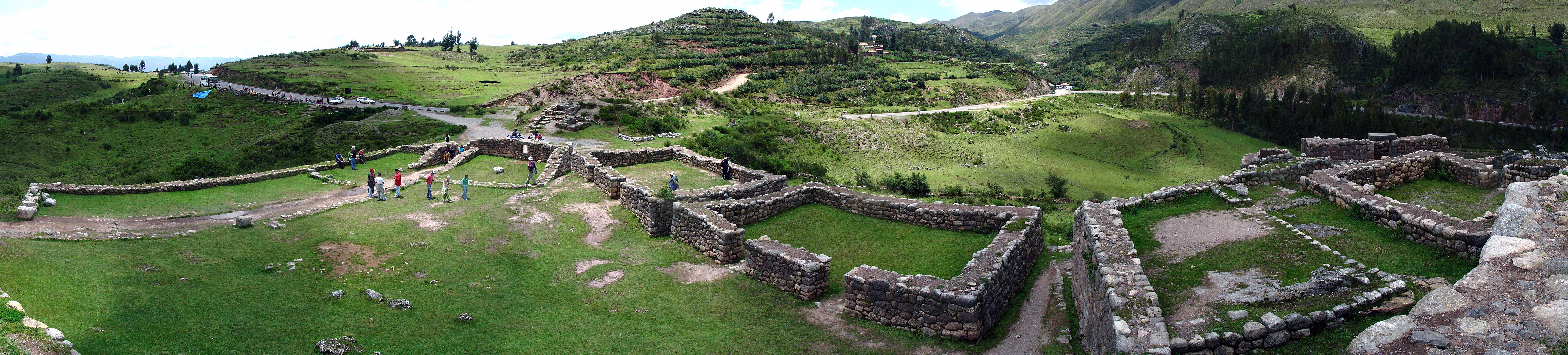
Panorama depuis Puka Pukara

Puca Pucará constitue un site touristique péruvien qui est fréquemment visité dans le cadre des voyages et visites de sites liés à la découverte de l'Empire inca et de ses systèmes de fortifications.